# Pechina
Pechina este o municipalitate și un oraș din provincia Almería, Andaluzia, Spania, cu o populație de 2.910 locuitori.